# DNA-replikation
DNA-replikation er en biokemisk proces, der kopierer DNA'et i en celle. Processen finder sted i cellekernen hos eukaryoter og i cytoplasma hos prokaryoter. Den er en forudsætning for, at der efterfølgende kan ske en vellykket celledeling, da hver dattercelle har brug for et komplet sæt DNA for at kunne fungere. DNA replikeres semi-konservativt, hvilket betyder, at når ét DNA-molekyle er blevet til to efter replikationen, indeholder de nye DNA-molekyler hver især én nydannet DNA-streng samt én streng fra det originale DNA. Dette fungerer blandt andet som forsvar imod mutationer, da de originale strenges basesekvens benyttes til korrekturlæsning af de nyligt påsatte baser undervejs i replikationen.

## Overordnet
Ved replikationen af DNA skilles de to strenge fra hinanden. På denne måde kan hver streng bruges som skabelon til syntese af en ny, komplementær streng. At strengen er komplementær betyder, at DNA-baserne adenin (A), cytosin (C), guanin (G) og thymin (T) matcher baserne på den modstående streng (i DNA, som ikke er muteret, danner A altid basepar med T, og C danner altid basepar med G). Antag at der forefindes to strenge, henholdsvis S1 og S2, som er hinandens komplementære strenge. I følgende forklaring følges først den ene streng, S1, som nu skal agere skabelon for syntesen af en komplementær streng og dermed nyt DNA.
S1 skilles enzymatisk fra S2, så de enzymer der skal udføre base-parringen kan komme til. Strengen S1 bliver nu aflæst og får sat nye baser på. Den nye streng som syntetiseres kan vi kalde for R1. Denne streng er præcis magen til S2, som er den komplementære streng til S1. Ydermere vil replikationen af S2 skabe en streng, R2, som er præcist magen til S1. Strengene lukkes nu sammen og DNA er replikeret. Resultatet er to ens DNA molekyler:
S1-R1, hvor R1 = S2
S2-R2, hvor R2 = S1

## Detaljeret gennemgang af replikation i prokaryoter
Prokaryoter er organismer uden en cellekerne, fx bakterier. Det var i disse organismer, nærmere bestemt i bakterien Escherichia coli, at DNA-replikationen blev beskrevet først, og det samme vil vi gøre her.
DNA-replikationen begynder ved en specifik basesekvens, kaldet origin of replication. Denne sekvens består dels af en region, der er rig på A-T-basepar, dels fem kopier af en sekvens, der fungerer som bindingssted for proteinet DnaA. Fordelen ved den A-T-rige region er, at der kun er to hydrogen-bindinger mellem A og T, frem for tre mellem G og C, og det er derfor relativt let at skille førstnævnte fra hinanden. DnaA er en hexamer, dvs. den er sammensat af 6 subunits. 5 af disse binder til hver deres bindingssted, og det store protein bøjer derved DNA-molekylet og gør den A-T-rige region endnu lettere at åbne. En helicase kaldet DnaB slutter ring om den ene DNA-streng og fungerer derved som en kile, der endelig skiller strengene ad, først i origin of replication og herfra videre i begge retninger til resten af molekylet. Hvis man forestiller sig at et DNA-molekyle er én lang lynlås, kan man forestille sig, at hvis denne blev åbnet et sted på midten, ville det danne en form for "lomme", som i hver ende vil have en y-formet struktur, hvor overgangen mellem åben og lukket lynlås er. Sådanne strukturer forekommer i DNA og kaldes for replication forks.
Proteiner kaldet single-strand binding proteins binder sig til strengene og forhindrer dem i at gendanne hydrogenbindingerne, der før bidrog til at holde dem sammen.
Det næste protein på banen er en RNA primase ved navn DnaG. Den sætter en primer, et lille stykke komplementært RNA, på hver streng. Primeren er et nødvendigt startsted for DNA polymerase III, det enzym, som sætter nye baser på de originale strenge.
Grundenheden i DNA er nukleotider. Et nukleotid i DNA består af en af baserne A, T, C eller G bundet til deoxyribose, som igen er bundet til fosfat. Hvis vi igen forestiller os DNA som en lynlås, er baserne A, T, C og G lynlåsens takker, mens lynlåsens sider, DNA backbone, består af skiftevis deoxyribose og fosfat. En deoxyribose inde i backbone binder en fosfat i samme nukleotid med en hydroxylgruppe på sit kulstofatom 5 og en fosfat i et andet nukleotid med en hydroxylgruppe på sit kulstofatom 3. DNA polymerase III (og alle andre DNA polymeraser) påsætter nye baser i retningen 5' til 3'. DNA polymerase er meget nøjagtig og placerer kun 1 base forkert for hver ca. 1-10 mio. basepar. Den høje nøjagtighed opnås, ved at enzymet læser korrektur på de baser, den lige har sat ind. En forkert indsat base giver nemlig en mindre stabil binding end normalt, og DNA polymerasen standser derfor kortvarigt op. Det muliggør 3'-5' exonuclease aktivitet, dvs. en fjernelse af baser i den modsatte retning af den syntesen forløber, hvilket fjerner den senest påsatte base. DNA polymerase III fortsætter derefter som før. Prisen for den smarte korrekturlæsning er behovet for en primer. Hvis DNA polymerase bandt sig til DNA uden en primer, ville enzymet ikke kunne registrere nogle andre forudgående basepar end det første, som DNA polymerasen selv sætter på. Et basepar, normalt eller muteret, har ikke en stor bindingsstyrke. DNA polymerase III ville derfor gå i stå og ikke komme videre. RNA polymerase behøver ingen primer, men er også mindre nøjagtig.
Der er en anden grund til at holde sig de to læseretninger 5'-3' og 3'-5' for øje. De to originale DNA-strenge er ikke bare komplementære, men også antiparallelle. Det sidste betyder, at mens den ene streng forløber i retningen 5'-3', så løber den anden i retningen 3'-5'. DNA-polymeraser kan imidlertid kun syntetisere i retningen 5'-3'. Den praktiske konsekvens er, at den ene streng, kaldet leading strand, kan bruges som skabelon ved påsætning af blot en enkelt primer. Den anden streng, lagging strand, skal derimod syntetiseres i flere omgange, hver med en ny primer. Resultatet er, at den nye streng dannet ud fra lagging strand kommer til at bestå af en række fragmenter, Okazaki-fragmenter, som ikke hænger sammen i DNA backbone. Dette problem løses vha. to enzymer; DNA polymerase I fjerner RNA-primere på både leading og lagging strand og erstatter dem med DNA-nukleotider, hvorefter enzymet DNA-ligase sætter backbone sammen ved at forbinde de frie 5'-fosfater med de efterfølgende nukleotiders 3'-hydroxylende.

## Replikation i eukaryoter
Replikation i eukaryoter minder på mange måder om replikation i prokaryoter. En væsentlig forskel er antallet af origins of replication. Eksempelvis har det menneskelige genom omkring 30.000 af disse områder, hvor de fleste prokaryoter kun har 1. Det er en tilpasning til de betydeligt større genomer, man finder i eukaryoter. En anden vigtig forskel er kromosomerne, som hos eukaryoter er lineære. Næsten alle prokaryoter har kun et enkelt, cirkulært kromosom. En ulempe ved lineære kromosomer er, at den sidste primer som sættes på lagging strand ikke kan erstattes af DNA-nukleotider, da DNA polymeraser som nævnt tidligere kun kan syntetisere nyt DNA i retningen 5'-3'. Et lille stykke DNA går derfor tabt ved hver replikation i eukaryote. Som et værn mod dette består kromosomernes ender, telomererne, af ikke-kodende sekvenser, som man ikke tager skade af at miste. Når disse er brugt op efter tilstrækkelig mange replikationsrunder, tager cellen dog skade af tabet af vigtig information. Telomerernes afkortning formodes at være en del af forklaringen på, hvorfor vi ældes.
Endelig er det ikke i eukaryoter og prokaryoter de samme proteiner, som står for de forskellige led i replikationen, selvom de overordnede typer helicase, RNA primase, DNA polymerase og DNA ligase er bevarede:
| Type af protein | I prokaryoter               | I eukaryoter                    |
| --------------- | --------------------------- | ------------------------------- |
| Helicase        | DnaB                        | Mcm2-7                          |
| RNA primase     | DnaG                        | Pri subunits i DNA polymerase α |
| DNA polymerase  | DNA polymerase I, II og III | DNA polymerase α, β, γ, δ og ε  |